# Matilde Asensi
Matilde Asensi Carratalá (Alicante, 12 de junio de 1962) es una periodista y escritora española, que se dedica principalmente a la novela histórica y de aventuras.

## Biografía
Desde pequeña quiso ser escritora y aunque no comenzó a publicar a una edad temprana, lleva escribiendo "toda la vida". Muy aficionada a la lectura desde su infancia, "algunas de sus compañeras del Colegio Santa Teresa de Alicante todavía recuerdan que, a veces, sacrificaba el recreo para quedarse leyendo en el aula".
Estudió periodismo en la Universidad Autónoma de Barcelona. Trabajó durante tres años en los informativos de Radio Alicante-SER, después pasó a Radio Nacional de España (RNE) como responsable de los informativos locales y provinciales, ejerciendo simultáneamente como corresponsal de la agencia EFE, y colaborando en los diarios provinciales La Verdad e Información.
En 1991, después de comprender que el periodismo le quitaba el tiempo que necesitaba para escribir ficción, se presentó a una plaza de administrativa en el Servicio Valenciano de Salud, para tener un horario que le permitiera dedicarse a su verdadera vocación.
Publicó su primera novela, El salón de ámbar, a los 37 años, y desde entonces ha venido sacando un libro cada año o año y medio. El éxito la ha acompañado: sus obras, que han ganado numerosos lectores y premios, han sido traducidas a 15 idiomas. Su tercera novela, El último catón, es posiblemente la más conocida y aclamada internacionalmente.
Su cuarta novela, El origen perdido (2003), generó polémica; el historiador y periodista argentino Pablo Cingolani lamentó en 2005 que Asensi no hubiera citado sus investigaciones como una de las fuentes del libro y después acusó a la autora de plagio, particularmente de los resultados de las expediciones al Madidi que dirigió y en las que participó el antropólogo y escritor Álvaro Díez Astete (quien, a su vez, escribió una carta abierta a Asensi en la que protestaba por las tergiversaciones que, según él, hizo ella de declaraciones suyas). Carlos Reyés, de la Editorial Planeta, mostró su perplejidad ante las acusaciones de Cingolani y después de comparar los materiales del argentino con el capítulo IV de la novela de Asensi, consideró que no había plagio alguno y que ni siquiera veía un eventual derecho de cita. A pesar de la conclusión a la que llegó Reyés, el 8 de septiembre de 2005 la Cámara de Diputados de Bolivia, país donde se desarrolla la mayor parte de la trama de la novela, aprobó "una declaración en la que acusa a la autora de haber «violado los más elementales derechos de propiedad de Bolivia y los derechos de autor de los miembros de la Expedición Madidi»" y considera que la respuesta de Reyés fue dada "en términos agravantes para la dignidad nacional". Al año siguiente, la justicia boliviana citó a declarar en La Paz a Asensi y Reyés, después de que Cingolani y Díez Astete, "que figura en la novela con su nombre y apellidos reales como un personaje más de la obra", hubieran interpuesto ante los tribunales la demanda correspondiente.
En 2007, salió Tierra firme, el primer libro de la trilogía de Asensi, Martín Ojo de Plata, en donde la protagonista es Catalina Solís, una intrépida española que después de lograr escapar de una asalto pirata cuando se dirigía al Caribe comienza una nueva vida bajo el nombre de Martín Nevares. La segunda novela de esta serie, Venganza en Sevilla, fue publicada en 2010 y al año siguiente aparecieron ambas en un libro bajo el título Martín Ojo de Plata. La última parte de la trilogía salió en junio de 2012 con el título La conjura de Cortés. La trilogía posee una miniserie animada.
El regreso del catón, historia que gira en torno a la tumba perdida de Jesús, apareció en 2015 y ha sido escrita para satisfacer las exigencias de los seguidores de la escritora. Como Asensi misma explica: “La gente me pedía la continuación de El último catón. Sabía que era un libro que había gustado por el número de ventas, pero no que lo adoraran tanto. Todos los días me pedían una continuación. Me quedé perpleja ante la insistencia de millares de personas”. "Debía pensar cómo reabrir de manera natural" una novela "que ya tenía cerrada y más que cerrada". Como explica Winston Manrique, de El País, "El regreso del catón es un viaje de saltos en el tiempo por tres épocas: siglo I, siglo XII y el presente siglo XXI", en el que incluye "la situación política del Vaticano con la evolución de los diferentes poderes de comunidades religiosas y cómo el papa Francisco ha trastocado algunos de esos puntos de fuerza e influencia, así como los ataques del Estado Islámico que se han llevado por delante monumentos importantes".
Asensi ha afirmado que está deseando que sus novelas se lleven al cine, pero a pesar de las muchas ofertas de las productoras, hasta el momento la escritora no ha logrado ponerse de acuerdo con ellas. Dice la novelista al respecto: "O yo no sé trabajar con la gente del cine o la gente del cine no sabe trabajar con mis libros... Yo no estoy dispuesta a dar mis libros a cualquier precio. Ganaría mucho dinero, ganaría muchos lectores... pero quiero calidad, quiero un trabajo serio".

## Novelas

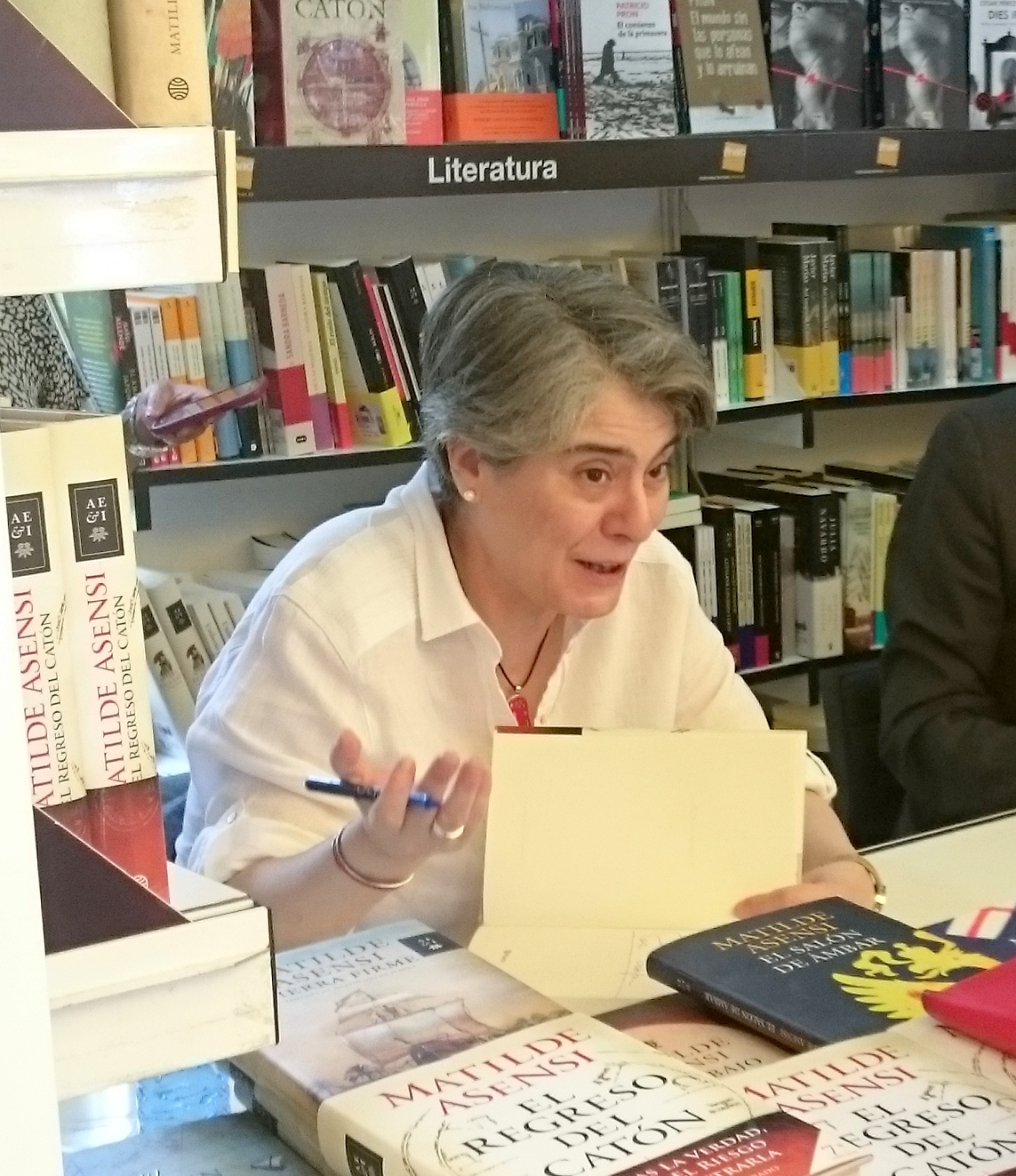
Matilde Asensi en la edición de 2016 de la Feria del Libro de Madrid.

- El salón de ámbar (1999, Plaza & Janés, y reeditada en 2006 por Planeta)
- Iacobus (2000, Plaza & Janés, y reeditada en 2006 por Planeta)
- El último catón (2001, Plaza & Janés, y reeditada en 2008 por Planeta)
- El origen perdido (2003, Planeta)
- Peregrinatio (2004, Planeta). Guía novelada que recupera a los protagonistas de Iacobus para realizar un viaje por el Camino de Santiago.
- Todo bajo el cielo (2006, Planeta)

- Trilogía "Martín Ojo de Plata" (2007-2012, y compilación en 2013, Planeta), compuesta por:

1. Tierra firme (2007, Planeta)
2. Venganza en Sevilla (2010, Planeta)
3. La conjura de Cortés (2012, Planeta)

- El regreso del catón (2015, Planeta). Segunda parte de El último catón
- Sakura (2019, La Esfera de los Libros)[13]

## Premios
- Finalista del Premio Ciudad de San Sebastián 1995
- Premio Juan Ortiz del Barco 1996, categoría cuentos (Círculo de Artes y Oficios de San Fernando, Cádiz)
- Finalista del Premio Gabriel Miró 1996
- Premio Felipe Trigo 1997 de Narración Corta por ¡Con viento fresco, Mónica! (Villanueva de la Serena)
- Premio Protagonistas 2007, categoría literatura
- Premio Isabel Ferrer de la Generalitat Valenciana 2011
- Premio de Honor de Novela Histórica Ciudad de Zaragoza 2011[14]